# Le Procès de la momie
Le Procès de la momie est un roman de Christian Jacq paru en 2008 chez XO éditions, dans sa série de romans policiers Les Enquêtes de l'inspecteur Higgins.

## Historique
Christian Jacq met quatre ans pour écrire ce roman, effectuant deux ans de recherche, notamment à Londres et en Égypte. Il déclare, lors d'un entretien en 2009, « Le premier jet m'a pris une année, à raison de dix heures par jour. Puis j'ai effectué un travail de réécriture, avec l'aide de ma femme qui m'a relu. »